# Insieme per il Cambiamento
Insieme per il Cambiamento (Juntos por el Cambio in spagnolo), o semplicemente Juntos, acronimo JxC, è una coalizione partitica argentina costituitasi nel 2019 per partecipare alle elezioni presidenziali che si sarebbero tenute in quello stesso anno.
Si tratta di un allargamento dell'alleanza Cambiemos, vincitrice delle elezioni del 2015.

## Storia
Nel maggio 2019 il presidente dell'Unione Civica Radicale Alfredo Cornejo ha proposto l'allargamento dell'alleanza governativa Cambiemos a ad altri dirigenti dell'opposizione peronista come Roberto Lavagna, Miguel Ángel Pichetto, Juan Manuel Urtubey e Sergio Massa. L'11 giugno successivo Mauricio Macri ha annunciato su Twitter che Pichetto sarebbe stato il suo candidato alla vicepresidenza. In quello stesso mese fu annunciato che nella Città Autonoma di Buenos Aires sia l'UCR che nelle elezioni del 2015 e del 2017 aveva partecipato sotto un altro simbolo, che il Partito Socialista avrebbero fatto parte della nuova coalizione che si stava formando attorno a Macri e a Pichetto.
Nelle elezioni presidenziali del 27 ottobre 2019 Insieme per il Cambiamento è stata sconfitta dalla coalizione peronista del Fronte di Tutti.